# 투윅스 OST Part 1
《투윅스 OST Part 1》은 2013년 8월 7일에 발매된 MBC 수목드라마 투윅스의 사운드 트랙이다. 넬이 직접 참여하여 눈길을 끌었으며, 보컬 김종완이 작사, 작곡하고 넬 멤버들이 편곡에 참여했다. 관계자는 넬이 참여한 이유에 대해 "그동안 수많은 러브콜에도 OST 참여가 없었던 넬이 드라마의 시놉시스에 반해 참여하게 됐다"라고 했으며 또한 "주인공 이준기가 락 음악을 좋아한다는 것을 알고 투윅스 OST 참여를 결정하게 됐다"라고 전했다. 이 앨범에는 드라마 메인 타이틀곡 〈Run〉과 〈Run (Inst.)〉가 수록되었다.

## 수록곡
| #  | 제목            | 작사   | 작곡   | 편곡                           | 재생 시간 |
| -- | --------------- | ------ | ------ | ------------------------------ | --------- |
| 1. | 〈Run〉         | 김종완 | 김종완 | 김종완, 이재경, 이정훈, 정재원 | 2:59      |
| 2. | 〈Run (Inst.)〉 |        | 김종완 | 김종완, 이재경, 이정훈, 정재원 | 2:58      |